# (35691) 1999 CE26
1999 CE26 (asteroide 35691) é um asteroide da cintura principal. Possui uma excentricidade de 0.01071470 e uma inclinação de 2.50839º.
Este asteroide foi descoberto no dia 10 de fevereiro de 1999 por LINEAR em Socorro.